# Andrzej Lewandowski
 Andrzej Lewandowski  (* 18. April 1954 in Darłowo) ist ein polnischer Politiker der Ruch Palikota (Palikot-Bewegung).

## Leben
Andrzej Lewandowski studierte an der Ingenieurhochschule Koszalin. Ab 1982 arbeitete er als Technologe in einer Fabrik für Landwirtschaftsmaschinen in Darłowo. Ab 1986 bis 1994 war er stellvertretender Leiter eines Wärmekraftwerkes. Zugleich war Lewandowski von 1984 bis 1988 Mitglied des Stadtrates von Darłowo. Bei den Selbstverwaltungswahlen 1990  bewarb er sich mit Unterstützung des Komitet Obywatelski "Solidarność" erfolgreich um das Amt des Bürgermeisters von Darłowo, welches er bis 1994 innehatte. Anschließend saß er bis 1998 wieder im Stadtrat Darłowos. 1998 bis 2002 war er Mitglied des Kreisrates des Powiat Sławieński. Bei seiner erneuten Kandidatur konnte er nicht genug Stimmen erlangen. Da aber der Gewinner Arkadiusz Klimowicz zum Bürgermeister gewählt wurde, konnte Lewandowski das freie Mandat übernehmen und so erneut 2006 bis 2010 im Kreisrat sitzen.
1996 bis 1998 war er Direktor, danach bis 2005 stellvertretender Direktor für Sportstätten in Koszalin. Von 2005 bis 2010/2011 war Andrzej Lewandowski Direktor des Vorstandes der kommunalen Wohnungsgesellschaft von Darłowo. Bei den Selbstverwaltungswahlen 2010 trat er erneut als Kreisrat an, war aber ohne Erfolg.
Im Jahr 2011 war er bis zu den Parlamentswahlen arbeitslos. Bei den Wahlen zum Sejm trat er im Wahlkreis 40 Koszalin für die Ruch Palikota an. Mit 11.128 Stimmen konnte er ein Mandat für den Sejm erringen.
Andrzej Lewandowski war bis 1994 Mitglied des Kongres Liberalno-Demokratyczny (Liberal-Demokratischer Kongress), anschließend von Unia Wolności (Freiheitsunion) und Partia Demokratyczna – demokraci.pl, bevor er 2006 zur Platforma Obywatelska (Bürgerplattform) wechselte. In dieser blieb er bis 2010. Im Juni 2011 schloss er sich der Ruch Palikota an.